# Campeonato Mundial de Ginástica Rítmica de 1969
O IV Campeonato Mundial de Ginástica Rítmica transcorreu entre os dias 27 e 29 de setembro de 1969, na cidade de Varna, na Bulgária.
Nessa competição foi inserida pela primeira vez a disputa do aparelho bola.

## Eventos
- Grupos
- Individual geral
- Livre sem aparelhos
- Arco
- Bola
- Corda

## Medalhistas
| Evento              | Ouro                                         | Prata | Bronze                                                                        |
| Grupos              | Bulgária · (18,500)                          | União Soviética · (18,300) | Tchecoslováquia · (18,200)                                                    |
| Individual geral    | Maria Gigova · Bulgária · (38,450)           | Lubov Sereda · União Soviética · (38,050) · Galina Shugurova · União Soviética · (38,050) · Nechka Robeva · Bulgária · (38,050) | nenhuma                                                                       |
| Livre sem aparelhos | Maria Gigova · Bulgária · (9,800)            | Nechka Robeva · Bulgária · Roumiana Stephanova · Bulgária · (9,700)                                                             | nenhuma                                                                       |
| Arco                | Maria Gigova · Bulgária · (9,800)            | Nechka Robeva · Bulgária · (9,700)                                                                                              | Lubov Sereda · União Soviética · (9,650)                                      |
| Corda               | Galina Shugurova · União Soviética · (9,650) | Maria Gigova · Bulgária · (9,600)                                                                                               | Nechka Robeva · Bulgária · (9,550) · Lubov Sereda · União Soviética · (9,550) |
| Bola                | Galina Shugurova · União Soviética · (9,400) | Maria Gigova · Bulgária · (9,250) · Lubov Sereda · União Soviética · (9,250)                                                    | nenhuma                                                                       |

## Quadro de medalhas
| Ordem | País            | Medalha de ouro | Medalha de prata | Medalha de bronze |    |
| ----- | --------------- | --------------- | ---------------- | ----------------- | -- |
| 1     | Bulgária        | 4               | 6                | 1                 | 11 |
| 2     | União Soviética | 2               | 4                | 2                 | 8  |
| 3     | Checoslováquia  |                 |                  | 1                 | 1  |
| TOTAL | TOTAL           | 6               | 10               | 5                 | 21 |